# Freckenfeld
Freckenfeld – miejscowość i gmina w Niemczech, w kraju związkowym Nadrenia-Palatynat, w powiecie Germersheim, wchodzi w skład gminy związkowej Kandel. Najbardziej znana z tradycyjnego wypieku - Dumpfnudels: bułek gotowanych na parze. Miały zostać wymyślone w epoce wojny trzydziestoletniej, gdy do miejscowości weszli Szwedzi i lokalnej społeczności miało udać się obłaskawić źle opłacanych i głodnych żołnierzy 1286 bułkami. Wnuk twórcy Dumpfnudels - Johannesa Mucka zbudował bramę zbudowaną z wystylizowanych na bułki 1286 kamieni. Widoczna jest ona także w herbie miejscowości.

## Współpraca
Miejscowość partnerska:
- Telfes im Stubai, Austria